# Thuế giá trị gia tăng
Thuế giá trị gia tăng (VAT — Value-Added Tax), trước đây còn gọi là Thuế trị giá gia tăng là một dạng của thuế thương vụ và là một loại thuế gián thu được đánh vào người tiêu dùng cuối cùng, mặc dù chủ thể đem nộp nó cho cơ quan thu là các doanh nghiệp. Do VAT có mục đích là một khoản thuế đối với việc tiêu thụ, cho nên hàng xuất khẩu (theo định nghĩa này thì người tiêu dùng ở nước ngoài) thường không phải chịu thuế VAT hoặc cách khác, VAT đối với người xuất khẩu được hoàn lại.
Năm 1954, nhà kinh tế học người Pháp tên Maurice Lauré lúc đó đang là giám đốc cơ quan thuế của Pháp (Direction générale des impôts) nghĩ ra Thuế giá trị gia tăng dưới tên gọi taxe sur la valeur ajoutée (TVA trong tiếng Pháp) và áp dụng nó lần đầu từ ngày 10 tháng 4 năm 1954 đối với các doanh nghiệp lớn, và mở rộng theo thời gian tới tất cả các bộ phận kinh tế. Tại Pháp, nó là nguồn thu quan trọng nhất của ngân khố quốc gia, chiếm tới khoảng 45% ngân quỹ này.
Người tiêu dùng cuối cùng của sản phẩm hàng hóa và dịch vụ không thể được hoàn lại VAT khi mua hàng, nhưng các doanh nghiệp thì có thể được hoàn lại VAT đối với nguyên vật liệu và dịch vụ mà họ mua để tạo ra các sản phẩm hay dịch vụ tiếp theo để trực tiếp hay gián tiếp bán cho người sử dụng cuối. Theo cách này, tổng số thuế phải thu ở mỗi công đoạn trong dây chuyền kinh tế là một tỷ lệ cố định đối với phần giá trị gia tăng được công đoạn kinh doanh thêm vào trong sản phẩm, và phần lớn chi phí trong phần thu thuế được sinh ra bởi việc kinh doanh chứ không phải bởi nhà nước. VAT được nghĩ ra bởi vì các mức thuế suất đánh thuế trên doanh số bán hàng rất cao là động cơ để người ta buôn lậu và gian lận. Nó bị phê phán vì lý do nó là một loại thuế lũy thoái.

## So sánh với thuế doanh thu
VAT khác với thuế thương vụ ở chỗ là VAT được áp dụng trên mọi lĩnh vực kinh doanh như là một phần của đơn giá của mỗi mặt hàng bán ra phải chịu thuế mà người ta đã thực hiện, nhưng ngược lại, người ta lại được hoàn lại VAT đối với các mặt hàng đã mua của mình, vì thế VAT được áp dụng đối phần giá trị thêm vào (gia tăng) cho sản phẩm tại mỗi công đoạn sản xuất.
Thuế doanh thu thông thường chỉ tính trên doanh số bán hàng cuối cùng cho người tiêu dùng: do có việc hoàn thuế nên VAT có cùng một hiệu ứng kinh tế tổng thể trên các đơn giá bán hàng cuối cùng. Khác biệt chính là người ta cần phải hoạch toán bổ sung cho các công đoạn trung gian trong chuỗi cung ứng hàng hóa, dịch vụ. Bất lợi này của VAT được cân bằng bởi việc áp dụng cùng một mức thuế suất cho mỗi thành viên của chuỗi sản xuất, không phụ thuộc vào vị trí của họ trong chuỗi này cũng như vị trí của các khách hàng của họ, làm giảm các đòi hỏi cần có như kiểm tra và xác nhận địa vị của các khách hàng đó. Nếu VAT còn có ít các miễn giảm, nếu có, chẳng hạn như với GST tại New Zealand thì việc thanh toán VAT thậm chí còn đơn giản hơn.

### Ví dụ
Việc sản xuất và mua bán bất kỳ mặt hàng nào trong ví dụ chung này đều được gọi là mặt hàng X.

#### Không có thuế doanh thu
- Người sản xuất mặt hàng X chi $1,00 để mua nguyên liệu và sử dụng nó để sản xuất ra mặt hàng này.
- Mặt hàng X được bán buôn cho người bán lẻ mặt hàng X với giá $1,20, tạo ra lợi nhuận $0,20 cho mình.
- Người bán lẻ mặt hàng X sau đó bán nó cho người tiêu thụ với giá $1,50, tạo ra lợi nhuận $0,30 cho mình.

#### Trong kiểu thuế doanh thu kiểu Mỹ
Với 10% thuế suất trên doanh thu:
- Người sản xuất trả $1,00 để mua nguyên liệu, chứng nhận rằng nó không phải là mặt hàng tiêu dùng cuối cùng.
- Người sản xuất tính giá với người bán lẻ $1,20, cần kiểm tra là người bán lẻ này không phải là người tiêu dùng cuối cùng, tạo ra cùng một lợi nhuận cho mình là $0,20.
- Người bán lẻ tính giá cho người tiêu dùng $1,65 ($1,50 + 10% x 1,50) và nộp cho nhà nước $0,15, để lại cùng một lợi nhuận $0,30 cho chính mình.

Vì thế người tiêu dùng phải trả thêm 10% ($0,15), khi so sánh với hệ thống không có thuế, và nhà nước thu phần giá trị này trong hệ thống thuế của mình từ người bán lẻ. Những người bán lẻ không mất gì từ thuế, nhưng họ phải làm thêm công việc giấy tờ sao cho họ phải chuyển chính xác vào ngân khố nhà nước các khoản thuế trên doanh số họ đã bán ra. Các nhà cung cấp và sản xuất không bị ảnh hưởng bởi thuế, nhưng họ phải kiểm tra địa vị các khách hàng của họ.

#### Với VAT
Với 10% thuế VAT:
- Người sản xuất trả $1 + $1 x 10% = $1,10 cho việc mua nguyên liệu, và người bán nguyên liệu phải nộp vào ngân khố $1 x 10% = $0,10 này
- Nếu người sản xuất bán cho người bán lẻ với giá bán ra $1,20 + $1,20 x 10% = $1,32, thì người sản xuất phải nộp vào ngân khố $1,20 x 10% = $0,12, sau đó được hoàn lại từ ngân khố $0,10. Tổng cộng chi phí thuế VAT của người sản xuất là $0,12 - $0,10= $0,02, tạo ra lợi nhuận cho mình là $1,32 - $1,10 - $0,02 = $0,20.
- Nếu người bán lẻ bán cho người tiêu dùng với giá bán ra $1,50 + $1,50 x 10% = $1,65, thì tiền người bán lẻ phải nộp vào ngân khố là $1,50 x 10% = $0,15, sau đó được hoàn lại từ ngân khố $0,12. Tổng cộng, người bán lẻ chi cho thuế VAT là $0,15 - $0,12 = $0,03, tạo lợi nhuận cho mình là $1,65 - $1,32 - $0,03 = $0,30.

Vì thế người tiêu dùng cuối cùng trên thực tế phải trả thêm 10% ($0,15), khi so sánh với hệ thống không có thuế, và nhà nước thu khoản tiền này trong hệ thống thuế ($0,10+$0,02+$0,03). Việc kinh doanh không mất gì trực tiếp từ thuế, nhưng tất cả các công đoạn đều phải làm thêm công việc giấy tờ sao cho họ chuyển chính xác vào ngân khố số tiền còn lại sau khi đối trừ VAT (giữa VAT đầu ra và VAT đầu vào).
Lưu ý rằng trong mỗi trường hợp thì VAT phải trả đều bằng 10% đơn giá trước thuế.
Ưu thế của hệ thống VAT so với hệ thống thuế doanh thu là việc kinh doanh không thể che giấu việc tiêu thụ (chẳng hạn coi nó là phế liệu) bằng việc xác nhận mình không phải là người tiêu dùng.

#### Các hạn chế của ví dụ & VAT
Trong ví dụ trên, chúng ta giả sử có cùng số lượng mặt hàng được sản xuất và bán trước và sau khi có thuế. Điều này không có thực.
Nguyên tắc cơ bản của cung và cầu cho rằng bất kì thuế nào cũng làm tăng giá giao dịch cho "người nào đó", bất kể người bán hay người mua. Khi chi phí tăng lên, hoặc đường cầu dịch chuyển qua bên trái, hoặc đường cung dịch chuyển qua bên trái. Hai điều này có chức năng tương đương với nhau. Kết quả là khối lượng hàng hóa được mua bán và giá bán giảm xuống.
Chuyển dịch này trong cung và cầu không được sáp nhập vào ở trên ví dụ, (cho) tính bình dị và bởi vì những hiệu ứng này (thì) khác nhau (cho) mọi kiểu (của) lợi ích. Ở trên ví dụ giả thiết thuế The green crops- the distortionary.
Một thuế giá trị gia tăng, cũng như như mọi thuế khác, bóp méo cái mà được có xảy ra không có nó. Vì giá (cho) người nào đó (mọc) lên, số lượng (của) hàng hóa buôn bán Giảm bớt. Tương ứng, người dân nào đó (thì) xấu hơn bên ngoài bởi nhiều hơn so với chính phủ được làm tốt hơn hơn ra khỏi bởi thu nhập thuế. Điều đó, Nữa (Thì) bị mất vì những chuyển dịch cung và cầu so với được kiếm được trong thuế.

"Một sự phân tích nhu cầu Đồ tiếp tế (của) Một Thị trường được đánh thuế"
Trong biểu đồ trên,
Khoản tổn thất vô ích: diện tích của tam giác giới hạn bởi phần thu nhập từ thuế của chính phủ, đường cung(cong), và đường cầu(cong) 
Thu nhập từ thuế của chính phủ: phần màu xám
Tổng thặng dư tiêu dùng sau dịch chuyển: phần màu xanh
Tổng thặng dư sản xuất sau dịch chuyển: phần màu vàng

## Khiếm khuyết của VAT
Thuế VAT được cho là có khiếm khuyết là người tiêu dùng cá nhân cuối cùng phải chịu gánh nặng thuế, và vì vậy, giống như các thuế bán hàng khác được tính toán dựa trên tiêu thụ các sản phẩm nhu yếu, giảm dần (người nghèo sẽ trả thuế nhiều hơn so với người giàu). Tổng thống Pháp Jacques Chirac thường kêu gọi giảm thuế VAT của Cộng đồng châu Âu về lĩnh vực ăn uống để nhận được ủng hộ từ thành phần kinh tế này.
Thu nhập từ thuế GTGT của chính phủ thường thấp hơn so với kỳ vọng vì quản lý và thu thuế tương đối khó khăn và tốn kém. Tuy vậy, ở một số nước, nơi mà doanh thu về thuế thu nhập cá nhân và thuế thu nhập doanh nghiệp thấp thì thuế VAT thành công hơn các loại thuế khác. Thuế VAT càng trở nên quan trọng hơn đối với nhiều chính phủ vì các mức thuế nhập khẩu bị giảm do tự do hóa thương mại và VAT thay thế doanh thu thuế nhập khẩu bị mất. Mặc dù người ta vẫn còn tranh cãi là liệu chi phí và biến tướng của VAT có thấp hơn tính phi hiệu quả về kinh tế và các vấn đề về chống gian lận, các lý thuyết chỉ ra rằng VAT có hiệu quả hơn rất nhiều.
Xuất phát từ thực tế là hàng xuất khẩu thường có thuế suất bằng không (và VAT đầu vào được hoàn lại hoặc khấu trừ vào thuế suất khoản thuế khác), đây là nơi mà gian lận thuế VAT thường diễn ra. Ở các ngành hay quốc gia mà gian lận VAT trở thành phổ biến, các nỗ lực của cơ quan công quyền nhằm hạn chế gian lận có thể tạo ra hậu quả không mong muốn và tăng chi phí cho các công ty "thật thà". Tuy nhiên, vấn đề này cũng diễn ra với các loại thuế khác.
Một số ngành công nghiệp (ví dụ dịch vụ quy mô nhỏ) thường xuất hiện trốn thuế, đặc biệt nơi diễn ra nhiều giao dịch bằng tiền mặt và thuế VAT thường được coi là khuyến khích điều này. Tuy nhiên, từ góc độ chính phủ, VAT vẫn được ưa chuộng vì ít nhất vẫn thu được một phần thuế giá trị gia tăng. Ví dụ: người thợ mộc có thể cung cấp dịch vụ bằng tiền mặt (không hóa đơn và VAT) đối với chủ nhà người mà thường không thể hoàn thuế VAT đầu vào. Chủ nhà vì vậy chịu chi phí thấp hơn và thợ mộc cũng có thể tránh các loại thuế khác (thu nhập). Tuy vậy, chính phủ vẫn có thể đã nhận được VAT từ các đầu vào khác gỗ, sơn, xăng, công cụ dụng cụ. Mặc dù tổng doanh thu về thuế có thể thấp hơn so với việc "tuân thủ đầy đủ", VAT không thể thấp hơn bất kỳ hệ một thống đánh thuế khả thi nào khác.

## VAT tại Việt Nam
Công thức VAT được áp dụng lần đầu vào thời Việt Nam Cộng hòa đầu thập niên 1970 để gia tăng ngân sách quốc gia do Tổng trưởng Bộ Kinh tế Phạm Kim Ngọc đề xuất. Lúc bấy giờ VAT khá mới mẻ chỉ có vài nước ở Âu châu áp dụng trong khi Hoa Kỳ hoàn toàn không dùng VAT nên không thể góp ý. Danh từ "thuế trị giá gia tăng" được đưa vào tiếng Việt để dịch loại thuế này.
Luật thuế tuy vậy không được Quốc hội thông qua. Chính phủ phải ban hành theo sắc lệnh Chủ tịch nước, đánh thuế 10% trên mọi mặt hàng chỉ một số nhu yếu phấm và các dịch vụ thì miễn. Kết quả là tổng thu quốc gia tăng 70%.

## VAT trong Cộng đồng châu Âu
Hệ thống VAT chung và áp dụng bắt buộc với các quốc gia thành viên EU trong Cộng đồng châu Âu. Hệ thống VAT của EU được áp dặt theo một chuỗi chỉ thị của Cộng đồng châu Âu trong đó quan trọng nhất là chỉ thị VAT lần thứ 6 (chỉ thị 77/388/EC). Tuy vậy, một số quốc gia thành viên đã đàm phán để có được miễn giảm VAT ở một số vùng hay lãnh thổ. Quần đảo Canaria, Ceuta và Melilla (Tây Ban Nha), Gibraltar (Anh Quốc) và Quần đảo Åland (Phần Lan) nằm ngoài phạm vi áp dụng của hệ thống VAT EU trong khi Madeira (Bồ Đào Nha) được phép áp dụng tỉ lệ thuế khác.
Hệ thống VAT của EU, khi một cá nhân thực hiện hành vi kinh tế và cung cấp hàng hóa và dịch vụ cho người khác và giá trị hàng hóa dịch vụ cung cấp vượt quá một ngưỡng tài chính cụ thể, người cung cấp phải đăng ký với cơ quan thuế vụ địa phương và tính thuế VAT và thanh toán thuế VAT đó với cục thuế địa phương (mặc dù giá cả có thể bao gồm thuế VAT hay không bao gồm thuế VAT).
VAT do doanh nghiệp tính và khách hàng trả được gọi là VAT đầu ra (tức là VAT tính trên giá trị hàng hóa dịch vụ bán ra). VAT mà doanh nghiệp trả cho doanh nghiệp khác khi mua hàng được gọi là VAT đầu vào (tức là VAT trên trị giá hàng hóa dịch vụ mua vào). Doanh nghiệp thường có thể khấu trừ VAT đầu vào với các khoản VAT hợp lý tức là các khoản VAT đầu vào cho hàng hóa và dịch vụ được sử dụng để tạo ra đầu ra có thể đánh thuế. Thuế VAT đầu vào được khấu trừ từ thuế VAT đầu ra mà doanh nghiệp phải đóng cho chính phủ, hoặc nếu lớn hơn thì sẽ được hoàn lại bằng tiền.
Các tỉ suất VAT khác nhau được áp dụng ở các quốc gia thành viên EU. Tỉ suất tối thiểu là 15% được áp dụng trên toàn bộ EU mặc dù tỉ suất VAT có thể được giảm tới 5% có thể được áp dụng ở nhiều nước khác nhau với các hàng háo dịch vụ khác nhau (ví dụ xăng dầu và năng lượng tiêu thụ nội địa ở Anh Quốc. Tỉ suất VAT tối đa trong EU là 25%.
Chỉ thị VAT lần thứ 6 cho phép một số hàng hóa và dịch vụ được miễn thuế VAT (ví dụ thư tín, chăm sóc y tế, cho vay, bảo hiểm, cá độ) và một số hàng hóa có thể được miễn thuế VAT tùy theo lựa chọn của nước thành viên có tính thiếu VAT không (ví dụ như đất đai hay một vài dịch vụ tài chính). VAT đầu vào tương ứng với hàng hóa dịch vụ được miễn thuế VAT đầu ra sẽ không được khấu trừ hay hoàn lại. Tuy vậy, doanh nghiệp có thể tăng giá để khách hàng chịu chi phí VAT này (tỉ lệ thực tế có thể thấp hơn tỉ lệ thông thường tùy thuộc vào thuế VAT đầu vào phải chịu trước đó và chi phí nhân công phát sinh trong giai đoạn được miễn thuế.)
Cuối cùng, một số hàng hóa và dịch vụ được áp dụng mức thuế "không phần trăm". Mức thuế không phần trăm là một mức thuế dương được tính với tỉ lệ 0%. Hàng hóa thuộc diện thuế 0% vẫn là hàng hóa chịu thuế, nghĩa là vẫn có thuế VAT tính trong giá hàng. Ở Anh Quốc, một số ví dụ điển hình là thực phẩm, sách, dược phẩm và một số loại hình vận tải. Chỉ thị VAT lần thứ 6 không nêu ra vấn đề không phần trăm này vì chỉ thị này nhắm tới tỉ lệ thuế VAT tối thiểu trên toàn EU là 5%. Tuy nhiên, không phần trăm vẫn tồn tại tại một số nước thành viên, điển hình là Anh Quốc, như là một di vật từ trước khi có luật của EU. Các quốc gia này được phép thực hiện áp dụng không phần trăm với các hàng hóa dịch vụ hiện tại nhưng không thể bổ sung thêm danh mục hàng hóa và dịch vụ thuộc diện này
Khi hàng hóa được nhập khẩu vào EU từ các nước khác, thuế VAT được tính tại cửa khẩu cùng thời điểm với thuế nhập khẩu. Khi hàng hóa được nhập khẩu vào EU từ các nước khác, thường là bị tính thuế VAT tại biên giới, đây là nhiệm vụ của hải quan. Thuế VAT mua lại được tính khi hàng hóa được mua ở một nước thuộc EU từ một nước khác (việc này được thực hiện không phải tại biên giới mà thông qua cơ chế kế toán). Các doanh nghiệp thuộc EU thường phải tự tính VAT cho chính mình theo cơ chế "tính VAT nghịch" khi dịch vụ được nhận từ một nước thành viên khác hoặc là từ một nước ngoài EU.
Các doanh nghiệp có thể phải đăng ký VAT ở các nước thành viên, bên ngoài nước thì đăng ký ở trụ sở chính nếu họ cung cấp hàng hóa qua bưu điện tới các nước đó với quy mô vượt ngưỡng cho phép. Các doanh nghiệp được thành lập tại một nước thành viên nhưng mua hàng hóa dịch vụ từ một nước thành viên khác có thể xin hoàn lại thuế VAT do nước thứ hai tính theo các quy định của Chỉ thị lần thứ 8 về VAT (Chỉ thị 79/1072/EC) Một chỉ thị tương tự, Chỉ thị VAT lần thứ 13 (Chỉ thị 86/560/EC) cũng cho phép doanh nghiệp thành lập bên ngoài EU hoàn thuế VAT theo một số điều kiện đặc biệt.
Theo các sửa đổi áp dụng từ 1 tháng 7 năm 2003 (theo Chỉ thị 2002/38/EC) các nước không phải thành viên EU cung cấp các sản phẩm và dịch vụ liên quan tới thương mại điện tử và giải trí phải đăng ký với các nước thành viên và thu thuế VAT trên doanh thu hàng hóa dịch vụ với tỉ lệ thích hợp tùy theo địa điểm của người mua. Hoặc, theo một cơ chế đặc biệt, các quốc gia không phải thành viên EU này có thể đăng ký và chịu trách nhiệm thu thuế VAT trong một nước thành viên mà thôi. Điều này tạo ra các biến tướng vì tỉ suất VAT và tỉ suất thuế là thuộc nước đăng ký chứ không phải nước của người tiêu dùng và vì vậy các cách tiếp cận thay thế đang được đàm phán để tỉ lệ thuế VAT là của nước mà người tiêu dùng đang ở.
Sự khác biệt giữa các mức thuế VAT khác nhau thường được giải thích là một số hàng "xa xỉ" thì sẽ chịu thuế VAT cao hơn trong khi các hàng hóa "thiết yếu" sẽ có mức thuế thấp hơn. Tuy vậy, các mức thuế cao tồn tại ngay cả khi sự giải thích trên không còn đúng nữa. Ví dụ, Pháp đánh thuế ô tô như một mặt hàng xa xỉ (33%) tới tận thập kỷ 80 khi hầu hết các hộ gia đình có hơn một ô tô. Tương tự, ở Anh Quốc, quần áo trẻ em là có thuế " không phần trăm" trong khi quần áo cho người lớn chịu mức thuế VAT ở tỉ lệ tiêu chuẩn là 17.5%.

### Quy tắc định giá trong EU
- Nếu hầu hết trao đổi thương mại là B2C, giá phải bao gồm VAT.
- Nếu hầu hết trao đổi thương mại là B2B, giá không bao gồm VAT.

## Thuế VAT ở Đan Mạch, Na Uy và Thụy Điển (MOMS)
MOMS (tiếng Đan Mạch: Merværdi Omsætnings Skat, Tiếng Na Uy: merverdiavgift (được viết tắt là MVA), tiếng Thụy Điển: mervärdesskatt, 	
sớm hơn mervärdesomsättningsskatt) là tiếng Đan Mạch, Tiếng Na Uy và tiếng Thụy Điển thuế doanh thu. MOMS là theo tiếng Đan Mạch, Tiếng Na Uy và tiếng Thụy Điển thuật ngữ cho VAT. Giống như các quốc gia khác bán hàng và thuế VAT, MOMS là một loại thuế lũy thoái thuế gián tiếp.
Ở Đan Mạch, VAT chỉ được áp dụng ở một mức, và không được phân chia thành hai cấp độ, cũng như ở các quốc gia khác (ví dụ như Đức), nơi có thuế VAT là phân chia thành VAT cho thực phẩm và VAT không phải là thực phẩm. Hiện nay là tỷ lệ phần trăm ở Đan Mạch là 25%. 	
Điều đó làm cho Đan Mạch một trong những quốc gia với những thuế giá trị gia tăng cao nhất, bên cạnh Na Uy, Thụy Điển và Hungary.
Ở Na Uy, thuế VAT được chia thành ba cấp độ: 25% là tổng hợp thuế VAT, 13% cho các nhà hàng thức ăn và đưa ra (thực phẩm ăn trong một nhà hàng có 25%), 8% cho người vận chuyển, vé xem phim, và các khách sạn ở. Hầu hết các vấn đề in ấn vẫn còn miễn thuế VAT.
Trong Thụy Điển, thuế VAT được chia thành ba cấp độ: 25% cho hầu hết các điều, 12% cho các loại thực phẩm và 6% cho các vấn đề in ấn.
MOMS thay thế OMS (tiếng Đan Mạch "Omsætningsafgift", tiếng Thụy Điển "omsättningsskatt") trong năm 1967, đó là một áp dụng thuế độc quyền cho các nhà bán lẻ.

## Thuế VAT ở Ấn Độ
Ở Ấn Độ, thuế VAT đã được thay cho thuế bán hàng vào 4 tháng 1 2005. Mặc dù một số tiểu bang đã không chọn thuế VAT (bởi lý do chính trị), nhưng đa số các bang đều áp dụng VAT, và bang Haryana là được áp dụng đầu tiên. Ủy ban chính quyền được thành lập bởi Chính phủ Ấn Độ, đã cung cấp bộ khung luật cơ bản về thuế VAT cho các bang do tính chất liên bang của hiến pháp Ấn Độ quy định các bang không có quyền tự do riêng để đặt giá cho thuế VAT ở trong lãnh thổ của mình.

### Thuế VAT - Các kinh nghiệm của A.P
Ở Andhra Pradesh luật thuế giá trị gia tăng bắt đầu có hiệu lực vào 4 tháng 1 2005 và có 6 phần. Phần thứ nhất là hàng hóa thông thường được miễn thuế. Phần thứ hai là sử dụng thuế suất bằng 0 đối với giao dịch giống như xuất khẩu và phần thứ ba là các hàng hóa chịu thuế suất 1 %, là đồ trang sức làm từ vàng thỏi và đá quý. Những hàng hóa chịu thuế suất 4% được kê ở phần thứ tư. Đa số là các loại hạt(hạt lúa) và các hàng hóa có tầm quan trọng với quốc gia, như là sắt và thép có danh sách ở bên dưới. Phần thứ năm để nói về tiêu chuẩn đánh giá thuế suất cho hàng hóa, chịu thuế ở 12,5%. Tất cả các hàng hóa không được liệt kê ở các phần khác trong đạo luật đầu tiên này. Phần thứ 6 là bánh mỳ và bơ của các quốc gia Govts. Phần này nói về các hàng hóa chịu thuế suất đặc biệt (hơn 50 %), như rượu mạnh và các sản phẩm xăng dầu. Như vậy thuế suất của ba loại thuế ở Ấn Độ lần lượt là 1%, 4%, 12.5%.
Đạo luật có chỉ định ngưỡng giới hạn để đăng ký thuế đại lý với doanh thu chịu thuế của phần lợi tức theo quy mô (RS_Returns to scale).40.00 lacs, trong một khoảng thời gian nộp thuế là 12 tháng, là bắt buộc đăng ký làm thuế đại lý VAT. Các đại lý với doanh thu chịu thuế, trong một khoảng thời gian nộp thuế là 12 tháng, giữa Rs.5.00 đến 40,00 lacs được đăng ký như thuế doanh thu (TOT) đại lý. Trong khi các danh mục các đại lý cũ có đầy đủ điều kiện cho các tín dụng thuế đầu vào, sau đó các loại của đại lý là không đủ điều kiện cho các tín dụng thuế đầu vào. 	
Một đại lý trả tiền thuế VAT ở tỷ lệ cụ thể trong giai đoạn. Việc bán hàng của một đại lý TOT tất cả được chịu tại thuế 1%. Một đại lý đã có thuế VAT có tài liệu để tiết lộ một tháng trở lại mua và bán. Một TOT đại lý đã có một tài liệu để nói về một quý trở lại cho biết chỉ có doanh thu bán hàng. Trong khi một đại lý thuế VAT có thể mua hàng hoá cho các doanh nghiệp từ bất kỳ nơi nào trong cả nước, một đại lý TOT bị cấm mua từ bên ngoài.
Các luật thuế VAT AP xuất hiện là hầu hết các quy định pháp luật thuế VAT rộng rãi tại Ấn Độ. Nó có đơn giản hoá các thủ tục đăng ký và cung cấp cho trên bảng dữ liệu vào thuế tín dụng (với một số trường hợp ngoại lệ) đối với các giao dịch kinh doanh. Một tính năng độc đáo đăng ký trong AP là thiết bị tự nguyện của thuế VAT đầu vào và đăng ký thuế cho các tín dụng bắt đầu thực hiện.
Các AP luật thuế VAT cũng cung cấp cho chuyển relief (TR) đối với hàng hóa trên bàn tay như của 2005/4/1. Tuy nhiên, những hàng hóa nên đã được đăng ký mua từ đại lý giữa 2005/4/1 đến 2005/3/31. Đây là một bước đậm so với 3 tháng TR cung cấp bởi một số các quốc gia phát triển.
Các AP VAT luật không chỉ cung cấp được hoàn lại tiền thuế cho các nhà xuất khẩu (hoàn lại tiền thuế trả tiền đầu vào được sử dụng trong sản xuất hàng hoá xuất khẩu), nó cũng cung cấp cho hoàn lại tiền thuế trong trường hợp thuế đầu vào là 12,5% và ở đầu ra là thuế tại 4 %.
Các luật thuế VAT trong AP được quản lý bởi một đội ngũ chuyên môn cao của người cán bộ đã được đào tạo tốt của PMT (Quản lý dự án đội) trước khi luật bắt đầu có hiệu lực. Các thương mại Cục Thuế (bộ phận thu thuế VAT và các loại thuế) cũng đã đưa ra trong một phần mềm pacakage gọi là VATIS (phát triển của TCS) với nội mạng trên đường dây kết nối đến tất cả các văn phòng ở của Nhà nước. Tất cả các tài liệu và hình thức nhận được từ các đại lý được công nhận và fed trong VATIS để tạo và cấp giấy chứng nhận đăng ký thuế theo yêu cầu thông báo.
Thuế VAT, để thành công, dựa vào tự nguyện nộp thuế tuân thủ. Từ thuế VAT tin rằng trong tự đánh giá, đại lý được yêu cầu phải duy trì hồ sơ thích hợp, vấn đề hóa đơn thuế, tập tin đúng thuế vv Các đối diện dường như xảy ra tại Ấn Độ. Các doanh nghiệp vẫn đang chạy trên đường dây truyền thống. Tiền mặt là thứ tự của các giao dịch trong ngày. Các lĩnh vực unorganised chi phối thị trường. Với mong muốn sẽ cao hơn và tuân thủ thuế thấp evasion vẫn là một xa khóc trong AP này được phản ánh trong các cao% của lợi nhuận defaulters (14%), cao% của mức tín dụng trả lại (35%) và cao% của lợi nhuận không (20 %). Tức là, khoảng 70% thuế VAT đại lý đang có hiện nay không phải trả tiền thuế nào. Nộp hồ sơ trả lại tín dụng là rampant giữa các FMCG, Consumer Durables, Drugs và Medicines và Fertilizers. Số dư thường thấp trong lĩnh vực này (khác nhau bao gồm từ 2 đến 5%). Ngoài ra giá trị là không đủ để sản lượng thu nhập như của bây giờ. Tín dụng được cung cấp bởi vấn đề nhà sản xuất compounds. Các câu hỏi là - trong một điển hình như walmart mua và bán kịch bản, có thể có được nhiều kết quả là thuế xuất khẩu hơn thuế nhập khẩu không ? Khi mua hàng vượt quá giá bán hàng thích hợp, có thể vượt quá thuế suất thuế nhập? Nếu một đại lý thuế VAT có thể cân bằng giữa mua và bán của ông ấy/ của bà ấy, có thể có được một mạng thuế đối với Nhà nước? Có một mô hình toán học hoặc dạng mẫu mà có thể cung cấp giá trị gia tăng và thuế có thể giảm% của lợi nhuận tín dụng? Không có sự sẵn sàng trả lời câu hỏi cho các truy vấn này. Chỉ có biện pháp có vẻ khắc phục là sự hạn chế đầu vào thuế tương ứng để mua hàng giá trị của hàng hoá đưa vào bán hàng. Trong thực tế, hai tầng hệ thống có thể được sử dụng để cập thẻ tín dụng trả lại- cho phép thuế nhập khẩu đầy đủ cho nhà sản xuất và hạn chế thuế nhập khẩu để tăng giá trị của hàng hoá để kinh doanh dịch vụ để buôn bán. Hạn chế thuế đầu vào đến 4% trong trường hợp bán hàng của nhà nước và trong trường hợp của các sản phẩm chịu thuế ở 12,5% có vẻ là một giải pháp.

## VAT ở Mexico
Impuesto al Valor Agregado (IVA, " value-added tax" trong tiếng Tây Ban Nha) là một loại thuế được áp dụng ở México và nhiều quốc gia khác ở Châu Mỹ Latin và Tây Ban Nha. Ở Chile nó được gọi là Impuesto a las Ventas y Servicios, ở Tây Ban Nha được gọi là Impuesto sobre el Valor Añadido và ở Peru nó được gọi là Impuesto General a las Ventas hoặc IGV.
Trước khi IVA, tương tự như thuế được gọi là impuesto a las ventas ("sales tax" trong tiếng Tây Ban Nha) đã được áp dụng ở México. Trong tháng 9 năm 1966, là nơi đầu tiên cố gắng áp dụng các IVA thu nhập đã diễn ra khi các chuyên gia tuyên bố rằng các IVA phải là một hiện đại, tương đương của thuế bán hàng như nó đã xảy ra ở Pháp. Ở hiệp ước Inter-American Center and Revenue Administrators trong tháng 4 và tháng 5 năm 1967, đại diện của Mexico tuyên bố rằng việc áp dụng một giá trị gia tăng thuế sẽ không được có thể có trong thời gian tại Mexico. Trong tháng 11 năm 1967, các chuyên gia tuyên bố rằng mặc dù đây là một trong những công hầu hết các loại thuế gián tiếp, các ứng dụng ở Mexico có thể không diễn ra.
Để phản ứng lại những lời tuyên bố, lấy mẫu trực tiếp của các thành viên trong khu vực tư nhân đã diễn ra cũng như các chuyến tham quan đến lĩnh vực Châu Âu một quốc gia này đã được áp dụng thuế hay nó đã được sớm để được áp dụng. Trong 1969, là nước đầu tiên cố gắng để thay thế việc thuế thu nhập buôn bán cho các giá trị gia tăng thuế đã diễn ra. Ngày 29 tháng 12 năm 1978 chính phủ Liên bang công bố chính thức áp dụng thuế bắt đầu từ ngày 1 tháng 1 năm 1980 trong Official Journal of the Federation.

## VAT ở Hoa Kỳ
Ở Hoa Kỳ, bang Michigan sử dụng hình thức thuế VAT như là "Single Business Tax" (SBT) như là hình thức thuế kinh doanh tổng hợp. Đó là chỉ có tiểu bang ở Hoa Kỳ sử dụng một thuế VAT. Khi nó đã được thông qua vào năm 1975, nó thay thế bảy loại thuế kinh doanh, 	
bao gồm thuế thu nhập doanh nghiệp. Theo luật pháp hiện tại Michigan, SBT được dự định hoàn tất giai đoạn vào năm 2009.

## Tỷ suất thuế GTGT

### Các nước EU
| Nước         | Tỷ suất | Tỷ suất                                                   | Viết tắt | Tên gọi                                                         |
| Nước         | Chuẩn   | Sau khi giảm                                              |          |                                                                 |
| ------------ | ------- | --------------------------------------------------------- | -------- | --------------------------------------------------------------- |
| Áo           | 20%     | 12% hoặc 10%                                              | MWSt     | Mehrwertsteuer                                                  |
| Bỉ           | 21%     | 12% hoặc 6%                                               | BTW TVA  | Belasting over de toegevoegde waarde Taxe sur la Valeur Ajoutée |
| Síp          | 15%     | 5%                                                        | ΦΠΑ      | Φόρος Προστιθεμένης Αξίας                                       |
| Cộng hòa Séc | 21%     | 15% hoặc (10%)                                            | DPH      | Daň z přidané hodnoty                                           |
| Đan Mạch     | 25%     |                                                           | moms     | Merværdiafgift                                                  |
| Estonia      | 20%     | 9%                                                        | km       | käibemaks                                                       |
| Phần Lan     | 23%     | 19% hoặc 9%                                               | ALV Moms | Arvonlisävero Mervärdesskatt                                    |
| Pháp         | 19.6%   | 5.5% hoặc 2.1%                                            | TVA      | Taxe sur la Valeur Ajoutée                                      |
| Đức          | 19%     | 7%                                                        | MWSt     | Mehrwertsteuer                                                  |
| Hy Lạp       | 23%     | 13% hoặc 6,5% (giảm 30% tới 13%, 6% và 3% trên những đảo) | ΦΠΑ      | Φόρος Προστιθεμένης Αξίας                                       |
| Hungary      | 25%     | 18% hoặc 5%                                               | ÁFA      | általános forgalmi adó                                          |
| Ireland      | 21%     | 13.5% hoặc 4.8%                                           | CBL      | Cáin Bhreisluacha                                               |
| Ý            | 20%     | 10%, 6% hoặc 4%                                           | IVA      | Imposta sul Valore Aggiunto                                     |
| Latvia       | 22%     | 12% hoặc 0%                                               | PVN      | Pievienotās vērtības nodoklis                                   |
| Litva        | 21%     | 9% hoặc 5%                                                | PVM      | Pridėtinės vertės mokestis                                      |
| Luxembourg   | 15%     | 12%, 9%, 6%, hoặc 3%                                      | TVA      | Taxe sur la Valeur Ajoutée                                      |
| Malta        | 18%     | 5%                                                        | TVM      | Taxxa tal-Valur Miżjud                                          |
| Hà Lan       | 19%     | 6%                                                        | BTW      | Belasting over de toegevoegde waarde                            |
| Ba Lan       | 23%     | 8% hoặc 5%                                                | PTU      | Podatek od towarów i usług                                      |
| Bồ Đào Nha   | 23%     | 13% hoặc 6%                                               | IVA      | Imposto sobre o Valor Acrescentado                              |
| Slovakia     | 20%     | 10%                                                       | DPH      | Daň z pridanej hodnoty                                          |
| Slovenia     | 20%     | 8.5%                                                      | DDV      | Davek na dodano vrednost                                        |
| Tây Ban Nha  | 18%     | 8% hoặc 4%                                                | IVA      | Impuesto sobre el valor añadido                                 |
| Thụy Điển    | 25%     | 12% hoặc 6%                                               | Moms     | Mervärdesskatt                                                  |
| Anh Quốc     | 20%     | 5% hoặc 0%                                                | VAT      | Value Added Tax (viết tắt: VAT)                                 |

## Kê khai thuế GTGT
Kê khai thuế GTGT có nghĩa kê khai cho các mục đích liên quan đến thuế GTGT, như đến 1 cơ quan kê khai thuế GTGT ở 1 nước. Cá nhân và pháp nhân đều có thể là đối tượng kê khai thuế GTGT. Các nước đang sử dụng thuế GTGT đã thiết lập các ngưỡng khác nhau để thu được thù lao của người bình thường / pháp luật đơn vị trong thời gian một năm (hoặc một khoảng thời gian khác nhau) mà là bắt buộc đăng ký thuế VAT. Người bình thường / pháp nhân có đăng ký thuế VAT có nghĩa vụ thuế VAT tính toán trên một số hàng hóa / dịch vụ mà họ cung cấp và phải trả thuế VAT đặc biệt vào ngân sách nhà nước. Đăng ký thuế VAT người / đơn vị có quyền khấu trừ thuế VAT theo lập pháp quy định của các quốc gia cụ thể.

### MOMS
- Politikens Nudansk Leksikon 2012, ISBN 87-604-1578-9